# Martinskirche (Beerfelden)

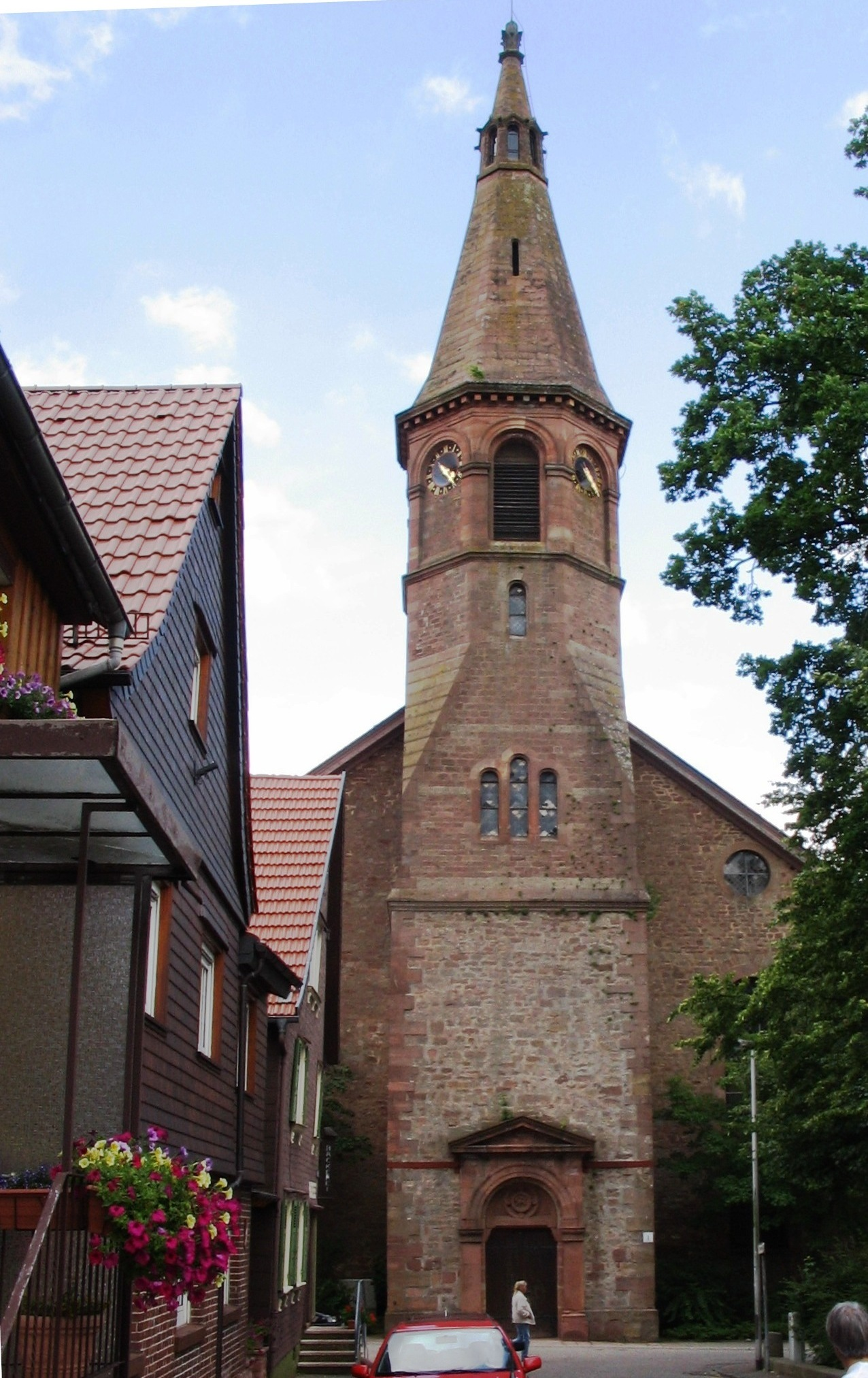
Martinskirche (Beerfelden)

Die Evangelische Martinskirche ist ein denkmalgeschütztes Kirchengebäude, das in Beerfelden steht, einem Ortsteil der Gemeinde Oberzent im Odenwaldkreis (Hessen). Die Kirchengemeinde gehört zum Dekanat Odenwald in der Propstei Starkenburg der Evangelischen Kirche in Hessen und Nassau.

## Beschreibung
Nachdem im Stadtbrand vom 29. April 1810 auch die im frühen 16. Jahrhundert errichtete Vorgängerkirche mit dem Patrozinium des Heiligen Martin von Tours abgebrannt war, erfolgte 1812–16 der Neubau einer klassizistischen Saalkirche im Rundbogenstil nach einem Entwurf von Friedrich Gerhard Wahl. Der lange Zeit unvollendete Kirchturm bestand zunächst aus den beiden unteren Geschossen aus Bruchsteinen. Er wurde erst 1887 durch Christian Friedrich von Leins mit Backsteinen zu den heutigen Proportionen zu Ende geführt. Das achteckige oberste Geschoss beherbergt die Turmuhr und hinter den Klangarkaden den Glockenstuhl. Darauf sitzt ein steinerner spitzer Helm. Die ehemalige Freitreppe zum alten Rathaus hin von 1887 wurde Ende der 1960er Jahre überbaut. Das Portal ist als Portikus gestaltet.
Der ursprünglich mit einem Tonnengewölbe überspannte Innenraum ist heute mit einer Flachdecke versehen. Die Emporen stehen an vier Seiten. Ein dreiteiliges Glasfenster aus der Bauzeit, das zwischen zwei herrschaftlichen Wappen die Kreuzigung Jesu darstellte, wurde 1804 auf Befehl von Graf Franz I. zu Erbach-Erbach ausgebaut und in der Kapelle von Schloss Erbach eingebaut. Auf diese Weise überstand die Kreuzigungsdarstellung den Brand; 1848 konnte die Kirchengemeinde die Restituierung erreichen.
Die Orgel wurde 1830 von Bernhard Dreymann gebaut.